# Farrington Gurney
Farrington Gurney is een civil parish in het bestuurlijke gebied Bath and North East Somerset, in het Engelse graafschap Somerset met 901 inwoners.